# Charles Gordon-Lennox, 11. Duke of Richmond

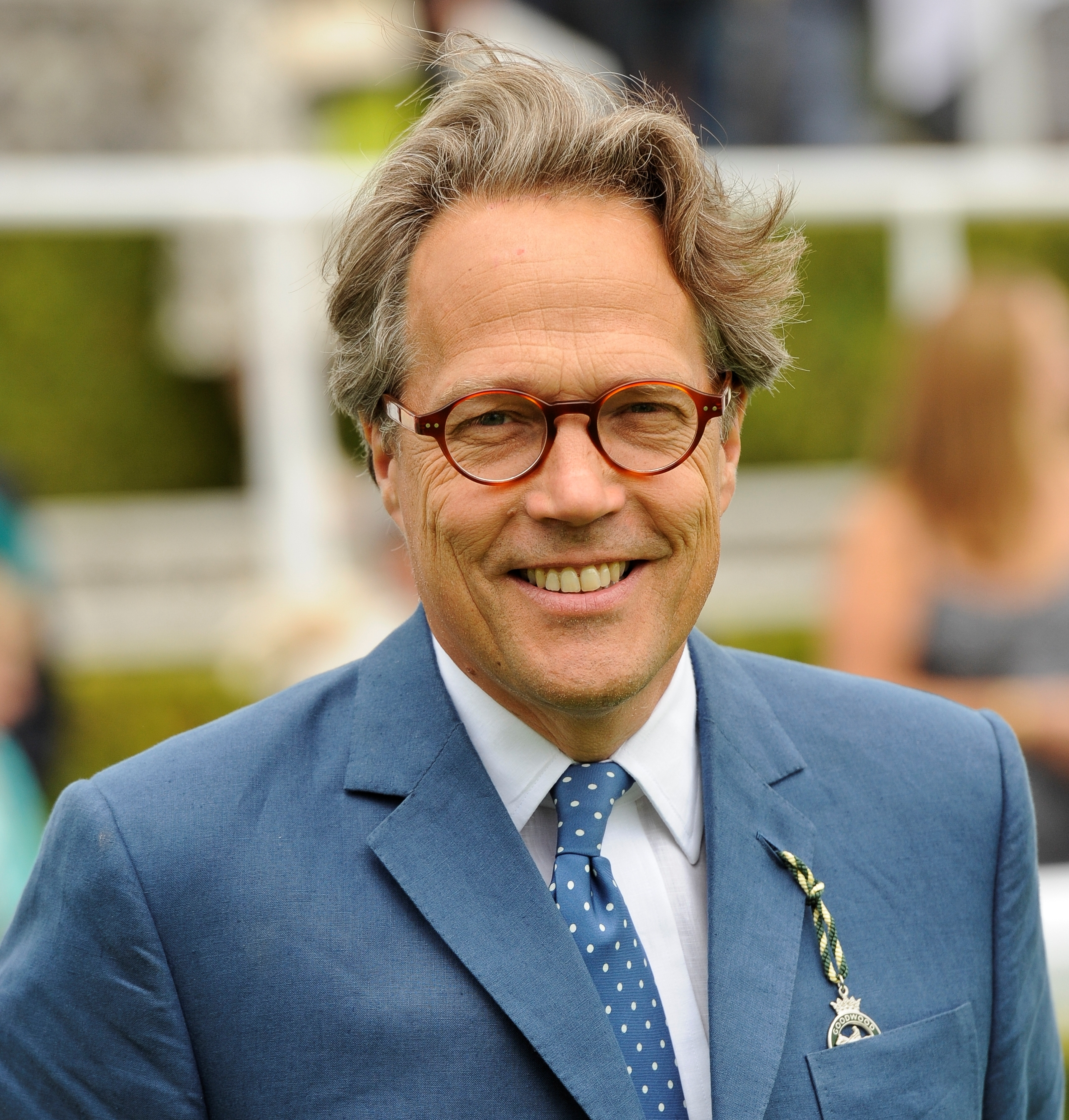
Charles Henry Gordon-Lennox, 11. Duke of Richmond

Charles Henry Gordon-Lennox, 11. Duke of Richmond (* 8. Januar 1955) ist ein britischer Peer und Förderer des Motorsports.

## Leben
Er ist der Sohn von Charles Gordon-Lennox, 10. Duke of Richmond, und dessen Gattin Susan Monica Grenville-Grey. Ab seiner Geburt führte er den Höflichkeitstitel Lord Settrington, ab 1989 den Höflichkeitstitel Earl of March and Kinrara. Beim Tod seines Vaters am 1. September 2017 erbte er dessen Adelstitel als 11. Duke of Richmond, 11. Duke of Lennox, 6. Duke of Gordon etc.
Er wurde am Eton College in Berkshire ausgebildet. Er arbeitete als Fotograf und widmet sich inzwischen auch der Verwaltung der Familiengüter um Goodwood House. Dort gründete er 1993 das Goodwood Festival of Speed sowie 1998 das Goodwood-Revival-Festival auf dem einst von seinem Großvater errichteten Goodwood Circuit.

### Ehen und Nachkommen
1976 heiratete er in erster Ehe Sally Clayton. Die Ehe wurde 1989 geschieden. Aus der Ehe ging eine Tochter hervor:
- Lady Alexandra Gordon-Lennox (* 1985)

1991 heiratete er in zweiter Ehe Hon. Janet Elizabeth Astor, Tochter des William Waldorf Astor, 3. Viscount Astor. Mit ihr hat er vier Kinder:
- Charles Henry Gordon-Lennox, Earl of March and Kinrara (* 1994)
- Lord William Rupert Charles Gordon-Lennox (* 1996)
- Lord Frederick Lysander Charles Gordon-Lennox (* 2000)
- Lady Eloise Cordelia Sky Gordon-Lennox (* 2000)